# Chlorid rhoditý
Chlorid rhoditý je anorganická sůl, jejíž bezvodá forma má vzorec RhCl3; tvoří také hydráty s obecným vzorcem RhCl3(H2O)n, kde n = 0 až 3. Ve všech případech jde o diamagnetické pevné látky, v jejichž struktuře se vyskytují oktaedrická Rh3+ centra. V závislosti na míře hydratace může hnědé nebo tmavě červené zbarvení. Trihydrát (n = 3) se používá na přípravu sloučenin používaných jako homogenní katalyzátory, například při průmyslové výrobě kyseliny octové a hydroformylacích.

## Struktura
Vodné roztoky RhCl3 lze prozkoumat pomocí 103Rh-NMR spektroskopie, kde se ukáže několik struktur, jejichž vzájemný poměr se v čase mění a závisí na koncentraci chloridu. Vzájemné zastoupení těchto forem určuje barvu roztoku, která se může pohybovat od žluté (u hexaaqua iontu) k „malinově červené“. V roztoku mohou být obsaženy například [Rh(H2O)6]3+, [RhCl(H2O)5]2+, cis- a trans-[RhCl2(H2O)4]+, a [RhCl3(H2O)3].
Jednotlivé ionty lze oddělit pomocí iontoměničové chromatografie.
Bezvodý chlorid rhoditý má strukturu podobnou chloridu yttritému a chloridu hlinitému. Kovová centra jsou oktaedrická a halogenidové ionty tvoří dvojité můstky.Jedná se o hnědou pevnou látku nerozpustnou v běžných rozpouštědlech a s malým laboratorním využitím.

## Příprava a výroba
Trihydrát chloridu rhoditého se získává ze solí jako je například Na3RhCl6, jež vzniká při oddělování rhodia od ostatních platinových kovů, mimo jiné platiny a iridia. Sodná sůl se mění na H3RhCl6 pomocí iontoměniče. Její rekrystalizací vznikne hydratovaný chlorid, někdy nazývaný „rozpustný chlorid rhoditý“.
Bezvodý RhCl3 je možné připravit reakcí chloru s houbovitým rhodiem při 200–300 °C. Při teplotách nad 800 °C se bezvodý chlorid rozkládá na kovové rhodium a chlor.
Různé komplexy chloridu rhoditého slouží jako meziprodukty při přečišťování rhodia.

## Komplexní sloučeniny
RhCl3(H2O)3 je prekurzorem mnoha různých komplexních sloučenin, z nichž jsou některé průmyslově využívané; například s acetylacetonem vytváří rhodiumacetylacetonát.

### Komplexy s aminy a pyridinem
Roztoky RhCl3(H2O)3 reagují za přítomnosti ethanolu s amoniakem za vzniku pentamminchloridu rhoditého, [RhCl(NH3)5]Cl2. Pomocí zinku se dá tento komplex zredukovat, poté se přidáním síranu utvoří bezbarvý hydridový komplex [HRh(NH3)5]SO4.
Ve vroucí směsi ethanolu a pyridinu (py) se hydratovaný chlorid rhoditý přeměňuje na trans-[RhCl2(py)4)]Cl. Za nepřítomnosti redukčního činidla je produktem fac-[RhCl3(py)3], podobně jako když jsou použity thioetherové deriváty. Oxidací RhCl3(H2O)3 ve směsi ethanolu a pyridinu na vzduchu vzniká modrý paramagnetický komplex obsahující kyslíkový můstek, [Cl(py)4Rh-O2-Rh(py)4Cl]5+.

### S thioethery a terciárními fosfiny
Ethanolové roztoky hydratovaného chloridu rhoditého reagují s dialkylsulfidy.
RhCl3(H2O)3 + 3 SR2 {\displaystyle {\ce {->[{\ce {CH3CH2OH}}]}}} RhCl3(SR2)3 + 3 H2O
Byly izolovány fac i mer stereoizomery těchto sloučenin.
Reakce RhCl3(H2O)3 s terciárními fosfiny vedou ke vzniku aduktů podobných jako u thioetherů. Při provádění těchto reakcí ve vroucích ethanolových roztocích se trojmocné rhodium redukuje na jednomocné za tvorby rhodných sloučenin, jako je [RhCl(PPh3)3], Wilkinsonův katalyzátor, přičemž dochází k oxidaci rozpouštědla nebo fosfinu:
RhCl3(H2O)3 + 3 PPh3 + CH3CH2OH {\displaystyle {\ce {->[{\ce {CH3CH2OH}}{\text{ / Δ}}]}}} RhCl(PPh3)3 + CH3CHO + 2 HCl + 3 H2O
RhCl3(H2O)3 + 4 PPh3 {\displaystyle {\ce {->[{\ce {CH3CH2OH}}{\text{ / Δ}}]}}}  RhCl(PPh3)3 + OPPh3 + 2 HCl + 2 H2O

### S alkeny a oxidem uhelnatým

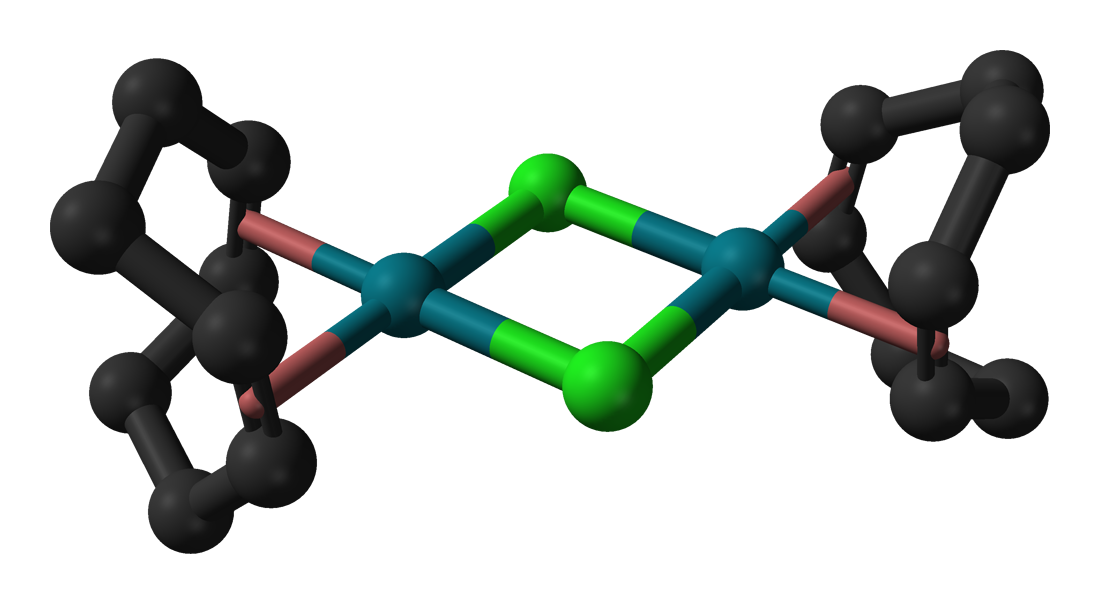
Struktura dimeru cyklooktadienrhodiumchloridu

Reakcemi RhCl3(H2O)3 s alkeny vznikají sloučeniny typu Rh2Cl2(alken)4. S cyklookta-1,5-dienem reaguje RhCl3(H2O)3 v ethanolu za vzniku dimeru cyklooktadienrhodiumchloridu.
V methanolu RhCl3(H2O)3 reaguje s oxidem uhelnatým, přičemž vzniká H[RhCl2(CO)2], obsahující dikarbonyldichloridorhodnanový anion; další karbonylace za přítomnosti citronanu sodného vede ke vzniku dodekakarbonylu tetrarhodia, Rh4(CO)12, v němž má rhodium oxidační číslo 0.
Působením oxidu uhelnatého na pevný RhCl3(H2O)3 se vytváří dimer rhodiumkarbonylchloridu, [(CO)2Rh(μ-Cl)]2.
Při hledání katalyzátorů hydroformylací byl připraven velký počet Rh-CO-PR3 (R = organická skupina) sloučenin. RhCl(PPh3)3 reaguje s CO na trans-RhCl(CO)(PPh3)2, stechiometricky analogický Vaskovu komplexu, ovšem méně reaktivní. Trans-RhCl(CO)(PPh3)2 vytváří se směsí tetrahydridoboritanem sodným (NaBH4) a trifenylfosfinem (PPh3) HRh(CO)(PPh3)3, a vysoce aktivní katalyzátor hydroformylace alkenů.
Za přítomnosti cyklopentadienu nebo jeho derivátů lze z chloridu rhoditého připravit organokovové polosendvičové sloučeniny, například reakcí trihydrátu s pentamethylcyklopentadienem (Cp*H) v horkém methanolu vzniká sraženina dimeru pentamethylcyklopentadienylrhodiumdichloridu, [Cp*RhCl2]2:
2 Cp*H + 2 RhCl3(H2O)3 {\displaystyle {\ce {->[{\ce {CH3OH}}{\text{ / Δ}}]}}} [Cp*RhCl2]2 + 2 HCl + 6 H2O
Tato sloučenina byla poprvé připravena z hexamethylDewarova benzenu a RhCl3(H2O)3. Halogenovodíková kyselina potřebná pro přesmykovou reakci se vytvořila in situ v methanolovém roztoku rhodné soli; druhý krok byl proveden odděleně. V průběhu reakce se tvoří 1,1-dimethoxyethan, CH3CH(OCH3)2, a hexamethylbenzen jako vedlejší produkty. Tento rhoditý dimer může být za přítomnosti CO redukován zinkem na rhodný komplex [Cp*Rh(CO)2].

## Katalýza
RhCl3(H2O)3 je katalyticky aktivní v řadě různých reakcí, do kterých vstupují oxid uhelnatý (CO), vodík (H2) a alkeny, jako je například dimerizace ethenu na směs cis a trans but-2-enu:
2 C2H4 {\displaystyle {\ce {->[{\ce {RhCl3(H2O)3}}]}}} CH3-CH=CH-CH3
U vyšších alkenů obdobné reakce neprobíhají.
Přímým katalyzátorem dimerizace ethenu je rhodná sloučenina [(η2-C2H4)2Rh(μ-Cl)2Rh(η2-C2H4)2]. Tento objev spolu s dalšími podnítil rozvoj homogenní katalýzy, kdy je katalyzátor rozpuštěn v reakční směsi obsahující substrát. Předtím byla většina kovových katalyzátorů heterogenních, katalyzátorem byla pevná látka a substráty kapaliny či plyny. Zjistilo se také, že komplexy trifenylfosfinu jsou katalyticky aktivní a zároveň dobře rozpustné v organických rozpouštědlech, příkladem je Wilkinsonův katalyzátor, který katalyzuje hydrogenace a izomerizace alkenů. Hydroformylace alkenů může být katalyzována podobnou sloučeninou RhH(CO)(PPh3)3. Katalýza pomocí sloučenin rhodia je natolik výhodná, že z velké části nahradila dříve používané levnější kobaltové katalyzátory.